# SMS Balaton
Le SMS Balaton était un destroyer de classe Tátra construit par l'Autriche-Hongrie à partir de 1911. 